# Реш (буква еврейского алфавита)
Реш, также рейш (ивр. רֵישׁ‎) — двадцатая буква еврейского алфавита. Обозначает звук [ʁ], [ɾ] — альвеолярный одноударный согласный.
Является одной из пяти букв, которые не могут нести сильный дагеш, то есть не удваиваются.
Имеет числовое значение (гематрию) 200.
Соответствует арабской букве Ра.

## Произношение
Современное произношение отличается от древнееврейского и является более адаптированным к звучанию буквы R в европейских языках (например, в немецком); это произношение проникло в современный иврит из немецкого и идиша.
В оригинале же звук был более близким к звучанию в других ближневосточных языках, в частности, в арабском. В формальных речах, к примеру, в трансляциях новостей, по-прежнему используют произношение, максимально приближённое к оригинальному.
Согласно традиционной классификации ивритских букв в книге ха-йецира — это один из пяти звуков, создававшихся с помощью зубов (זשסר"צ), что отражает старое произношение этого звука как переднеязычного согласного.

## Происхождение
Буква реш, вместе с финикийской буквой  происходqт от древнеханаанской  и/или протосинайской буквы , пиктограммы повёрнутой налево головы человека, с реконструированным названием рош (др.-евр. ראש‬ — «голова»).

## Использование
Реш с апострофом ('ר) может являться аббревиатурой слов:
- «раввин» или «рав» (רב‎), «ребе» (רבי‎) и их вариаций, таких, как «рабену» (רבנו‎)
- а также «смотри(те)» в значении предоставления ссылки на информацию (ראה‎), как в выражении «см. главу 7» (ראה פרק 7‎)

Букве реш соответствует числовое значение (гематрия) 200.

## Обозначения и кодировка

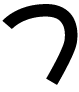
Письменная буква Реш

- В национальном варианте кодировки ASCII для еврейского письма буква ר обозначается кодом 0xF8
- В Юникоде буква ר включена под кодом U+05E8, UTF-16 — 0x5E8
- В азбуке Морзе букве ר соответствует сигнал • — • (точка тире точка)
- В шрифте Брайля букве ר соответствует сочетание точек ⠗ ()
- В радиопередачах, в случае, если слово надо передать по буквам, букве ר соответствует слово рут (רות‎ — армейский термин, означающий «ясно», «понятно», «есть»)